# 小行星4913
王选星（又名小行星4913）是一颗主带小行星，1965年9月20日由南京市中国科学院紫金山天文台发现。2008年，该颗小行星被命名为王选星，以纪念中国计算机科学家、汉字激光照排技术的创始人王选。